# Dama de Castellar

Mapa de la península ibérica en el año 300 a. C. con los diversos pueblos que la habitaban.

La Dama de Castellar, también denominada Damita de Castellar, es una estatuilla/exvoto de bronce que data de entre el siglo IV a. C.  - y el siglo II a. C., que representa a un dama o sacerdotisa, y que fue esculpida por los iberos, y cuyo hallazgo se produjo en la localidad de Castellar, Provincia de Jaén, (Andalucía), en el yacimiento arqueológico denominado "Cueva de la Lobera", a principios de la década de los 70 del siglo XX por parte del arqueólogo francés Gerard Nicolini.

## Simbología
Se trata de un exvoto, y representa a una dama de la aristocracia o una sacerdotisa ibérica, que viste túnica, va ataviada con diversas joyas y porta una cofia y dos rodelas en la cabeza;

## Características
- Forma: Dama o sacerdotisa.
- Material: bronce.
- Contexto: Edad del Hierro II.
- Estilo: Ibérico.[1]
- Técnica: a la cera perdida.

## Conservación
La pieza se expone de forma permanente en el Museo de Arqueología de Cataluña de Barcelona.